# Star Wars (альбом Wilco)
| Совокупная оценка    | Совокупная оценка |
| Источник             | Оценка            |
| -------------------- | ----------------- |
| Metacritic           | 83/100            |
| Оценки критиков      |                   |
| Источник             | Оценка            |
| AllMusic             | [ 5 ]             |
| Chicago Tribune      | [ 6 ]             |
| Consequence of Sound | B+                |
| Drowned in Sound     | 9/10              |
| The Guardian         | [ 9 ]             |
| The Independent      | [ 10 ]            |
| Pitchfork            | 7.7/10            |
| Rolling Stone        | [ 12 ]            |
| Slant Magazine       | [ 13 ]            |
| Spin                 | 7/10              |

Star Wars — девятый студийный альбом американской рок-группы Wilco, изданный 16 июля 2015 года на собственном сайте wilcoworld.net (лейбл dBpm).
7 декабря 2015 года был номинирован на премию Грэмми-2016 в категории Лучший альтернативный альбом.

## История
Кроме цифрового формата (16 июля 2015 года через собственный лейбл и сайт) альбом также вышел 21 августа 2015 на компакт-диске и 13 октября на виниле.
В интервью журналу Rolling Stone, Джефф Твиди впервые разъяснил смысл обложки и названия альбома, отметив что «Альбом не имеет ничего общего с фильмом Star Wars. Это просто заставляет меня чувствовать себя хорошо и безграничным. Картина этого кота висит дома и я смотрю на неё каждый раз, когда ухожу».

## Список композиций
| №                   | Название                | Длительность |
| ------------------- | ----------------------- | ------------ |
| 1.                  | «EKG»                   | 1:15         |
| 2.                  | «More...»               | 2:44         |
| 3.                  | «Random Name Generator» | 3:49         |
| 4.                  | «The Joke Explained»    | 2:33         |
| 5.                  | «You Satellite»         | 5:16         |
| 6.                  | «Taste the Ceiling»     | 3:15         |
| 7.                  | «Pickled Ginger»        | 2:29         |
| 8.                  | «Where Do I Begin»      | 2:54         |
| 9.                  | «Cold Slope»            | 3:11         |
| 10.                 | «King of You»           | 2:41         |
| 11.                 | «Magnetized»            | 3:40         |
| Общая длительность: | Общая длительность:     | 33:47        |

## Чарты
| Чарт (2015)                            | Высшая позиция |
| -------------------------------------- | -------------- |
| Australian Albums (ARIA)               | 60             |
| Бельгия/Фландрия (Ultratop)            | 46             |
| Бельгия/Валлония (Ultratop)            | 80             |
| Нидерланды (Album Top 100)             | 14             |
| Ирландия (IRMA)                        | 69             |
| Новая Зеландия (RMNZ)                  | 30             |
| Швейцария (Schweizer Hitparade)        | 52             |
| Великобритания (UK Albums Chart)       | 83             |
| США (Billboard 200)                    | 105            |
| США (Billboard Top Alternative Albums) | 10             |
| США (Billboard Independent Albums)     | 8              |
| США (Billboard Top Rock Albums)        | 18             |

## Награды и номинации
| Год  | Организация   | Награда                      | Результат | Ссылка |
| ---- | ------------- | ---------------------------- | --------- | ------ |
| 2016 | Grammy Awards | Лучший альтернативный альбом | Ожидается | [ 17 ] |